# Coalémos
Dans la mythologie grecque, Coalémos (en grec ancien Κοάλεμος / Koálemos) est un daimôn personnifiant la stupidité, mentionné par Aristophane.

## Étymologie
Le mot κοάλεμος / koálemos, d'origine pré-grecque, signifie « idiot ». Il s'agit d'un surnom donné à Cimon (en) par Plutarque et à Hipponicos Ammon par Eschine le Socratique,.

## Mythe
Coalémos est un daimôn — un esprit, une divinité mineure — qui personnifie la stupidité,. Aristophane le mentionne deux fois dans Les Cavaliers pour critiquer « le Paphlagonien », Cléon,.        

### Sources antiques
1. ↑  Plutarque, Vies parallèles [détail des éditions] [lire en ligne] « Cimon », 4, 4.
2. ↑  Athénée, Deipnosophistes [détail des éditions] (lire en ligne), IV, 220b.
3. ↑  Aristophane, Les Cavaliers, 198 et 221.